# Mołodzielczyce
Mołodzielczyce (biał. Маладзельчыцы; ros. Молодельчицы) – wieś na Białorusi, w obwodzie brzeskim, w rejonie pińskim, w sielsowiecie Parochońsk.
W źródłach występuje także pod nazwami Mołodzilczyce, Mołodylczyce i Mołodzielnicze.
Dawniej okolica szlachecka. W dwudziestoleciu międzywojennym leżały w Polsce, w województwie poleskim, w powiecie pińskim, w gminie Lemieszewicze. Po II wojnie światowej w granicach Związku Sowieckiego. Od 1991 w niepodległej Białorusi.